# Автошлях Т 1908
Автошля́х Т 1908 — автомобільний шлях територіального значення у Сумській області. Пролягає територією Шосткинського та Середино-Будського районів через Шостку — Зноб-Новгородське — Середину-Буду. Загальна довжина — 84 км.

## Маршрут
Автошлях проходить через такі населені пункти:
| Автошлях Т 1908         |                       |
| Сумська область         |                       |
| Шосткинський район      |                       |
| Шостка                  | Р65Т 1907Т 1912Т 2502 |
| Крупець                 |                       |
| Івот                    |                       |
| Каліївка                |                       |
| Дібрівка                |                       |
| Середино-Будський район |                       |
| Уралове                 |                       |
| Чигин                   |                       |
| Зноб-Новгородське       |                       |
| Люте                    |                       |
| Стягайлівка             |                       |
| Лісне                   |                       |
| Голубівка               |                       |
| Ясна Поляна             |                       |
| Велика Берізка          |                       |
| Перемога                |                       |
| Чернацьке               |                       |
| Зарічне                 |                       |
| Середина-Буда           | Т 1915Т 1924          |